# Crataegus reverchonii
Crataegus reverchonii är en rosväxtart som beskrevs av Charles Sprague Sargent. Crataegus reverchonii ingår i Hagtornssläktet som ingår i familjen rosväxter.

## Underarter
Arten delas in i följande underarter:
- C. r. mohrii
- C. r. palmeri